# Manuele Marchiani
Manuele Marchiani (Loreto, 5 aprile 1989) è un pallavolista italiano.
Gioca nel ruolo di palleggiatore nella M&G.

## Carriera
Cresce nelle giovanili della Pallavolo Loreto e poi in quelle della Lube Macerata, che nella stagione 2006-07 lo aggrega alla prima squadra, nella quale tuttavia non registra presenze. Nell'annata 2008-09 torna a Loreto e fa il suo esordio in Serie A2, mentre nel campionato 2009-10 gioca in Serie B1 con la Pallavolo Molfetta.
Nel 2010-11 è di nuovo a Macerata, in Serie A1, mentre l'anno successivo partecipa al progetto Club Italia, con cui disputa la A2. Nello stesso campionato gioca nella stagione 2012-13 con Loreto, mentre nel 2013-14 viene ingaggiato dalla Pallavolo Città di Castello in Serie A1.
Torna in serie cadetta nella stagione 2014-15 con la Callipo Sport di Vibo Valentia, con cui vince la Coppa Italia di categoria; milita nel campionato cadetto anche nell'annata 2015-16, giocando per il Volley Tricolore Reggio Emilia, e in quella 2016-17, con il Junior Volley Civita Castellana.
Per il campionato 2017-18 si accasa alla New Real Gioia, mentre in quello successivo è alla M&G, sempre in Serie A2, con cui retrocede in Serie A3: ottiene poi la promozione in Serie A2 nella stagione 2021-22 e poi in Superlega in quella 2023-24, dove gioca con lo stesso club a partire dall'annata 2024-25.

## Palmarès

### Club
- Coppa Italia di Serie A2: 1

2014-15
- Challenge Cup: 1

2010-11